# Новаледо
Новаледо (итал. Novaledo) — коммуна в Италии, расположена автономной области Трентино-Альто-Адидже, подчиняется административному центру Тренто.
Население коммуны, на 01.01.2024 года, составляет 1162 человека, плотность населения — 146,65 чел./км². Занимает площадь 7 км². 
Почтовый индекс — 38050. Телефонный код — 0461.
Покровителем коммуны почитается святой Августин, день памяти ежегодно отмечается 28 августа.

## Демография
Название жителей — новаледани.
Динамика населения:

## Администрация коммуны
Главой коммуны является мэр Диего Маргон, с 22 сентября 2020 года.